# The Dreaming
The Dreaming es una historieta de la editorial Vertigo Comics (firma para cómics adultos de DC Cómics), que retoma personajes de The Sandman luego de que terminara la serie. Las historias se desarrollan en El Sueño, un lugar ficticio creado por Neil Gaiman y Sam Kieth para la historieta de base, The Sandman, siendo este lugar el reino de Morfeo, el Señor del Sueño.

## Historia de Publicación
The Dreaming fue una serie mensual que duró 60 números (junio de 1996 a mayo de 2001). Está ubicada en la misma dimensión del Universo DC que The Sandman y las historias ocurren principalmente en el Dominio de Sueño, The Dreaming, concentrándose en personajes que tuvieron roles menores en The Sandman, incluyendo al Corintio, Matthew el Cuervo, Caín y Abel.